# Matthäus Fischer
Matthäus Fischer (Ried, Zusmarshausen (a Oberdonaukreis), 26 de novembre de 1763 - 1840) fou un organista i compositor alemany.
Després de ser nen cantor i estudiar a Augsburg, el 30 març de 1789 va ser ordenat sacerdot. El 1810 fou organista a la cort de Maximilià I Josep de Baviera. Va compondre música religiosa i òperes.
El 3 de setembre va estrenar al St. Salvator Theater d'Augsburg (Baviera) el singspiel König Saul, en dos actes i amb llibret del mateix compositor.